# Momeyer, North Carolina
Momeyer, North Carolina (енгл. Momeyer) град је у америчкој савезној држави Северна Каролина.

## Демографија
По попису из 2010. године број становника је 224, што је 67 (-23,0%) становника мање него 2000. године.
| Група             | 2000.       | 2010.       |
| Белци             | 263 (90,4%) | 199 (88,8%) |
| Афроамериканци    | 17 (5,8%)   | 19 (8,5%)   |
| Азијати           | 0 (0,0%)    | 0 (0,0%)    |
| Хиспаноамериканци | 8 (2,7%)    | 1 (0,4%)    |
| Укупно            | 291         | 224         |